# Subcloretos de boro
Os subcloretos de boro são compostos químicos formados pelos elementos boro e cloro. Consistem em cloretos de boro no qual o boro possui estados de valência inferior a +3, que é o seu estado de oxidação normal. O boro forma um cloreto em seu estado de valência mais comum, o tricloreto de boro, BCl
3
, um gás incolor, corrosivo e tóxico que fumega ao ar e se torna líquido a 12°C, sendo um composto muito útil na indústria química. A partir da redução desse composto em algumas condições, outros cloretos de boro com valência inferior podem ser obtidos.

## Tetracloreto de diboro

Estrutura do tetracloreto de diboro.

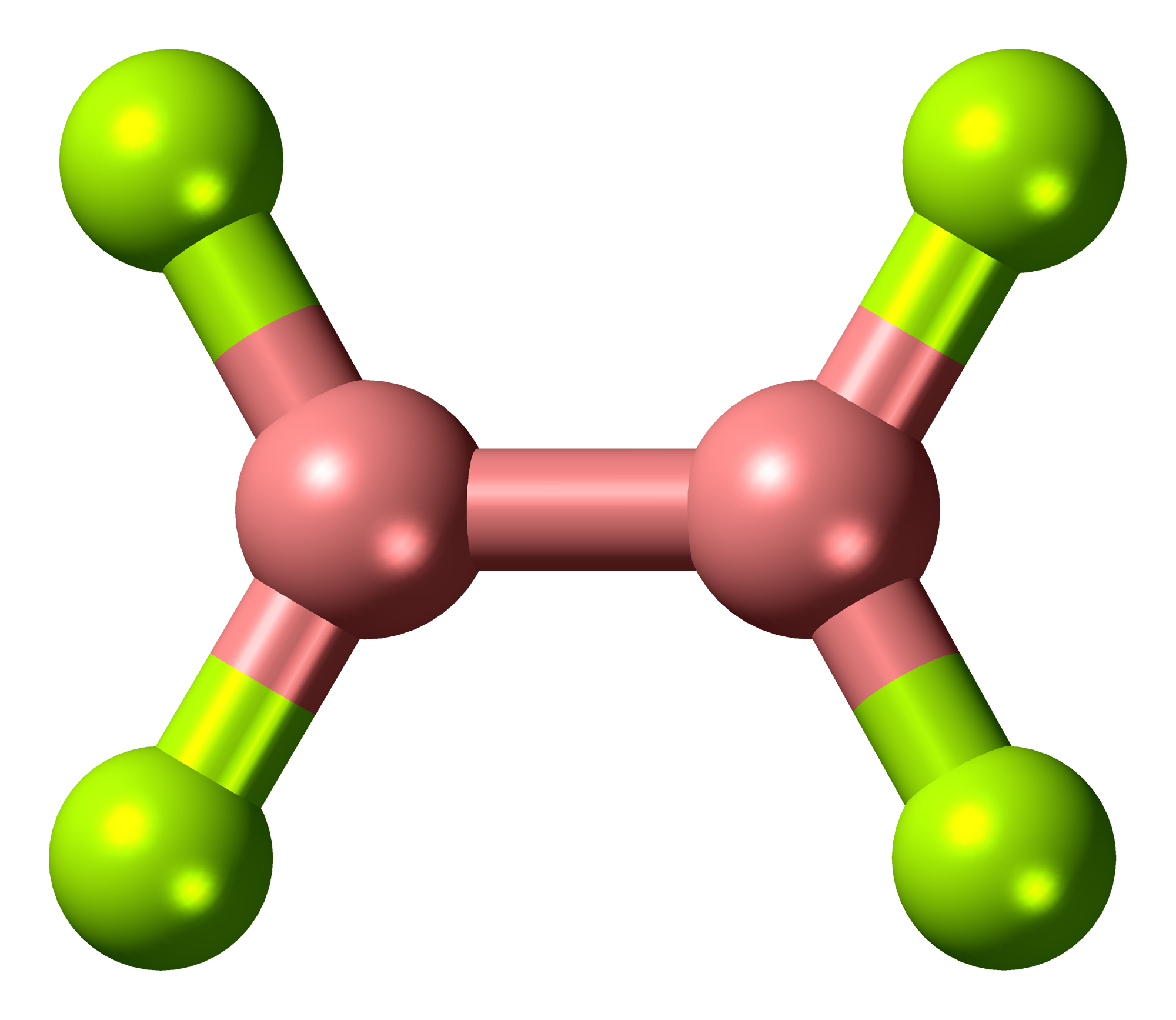
estrutura em bola e bastão do tetracloreto de diboro.

O tetracloreto de diboro, de fórmula química B
2Cl
4
, é um líquido incolor altamente reativo que entra em ebulição a 95,5°C. Esse composto apresenta uma ligação direta entre os dois átomos de boro, os quais também são ligados, cada um, a dois cloros (sua estrutura é, portanto, Cl
2B
–BCl
2
). O estado de oxidação do boro nesse composto é +2. 
Tetracloreto de diboro pode ser produzido a partir do tricloreto de boro submetendo o gás BCl
3
 a uma descarga elétrica silenciosa a baixa temperatura sobre um eletrodo contendo mercúrio líquido:
2BCl
3 + 2Hg —> B
2Cl
4 + Hg
2Cl
2
Essa reação também ocorre substituindo-se o mercúrio por cobre.
2BCl
3 + 2Cu —> B
2Cl
4 + 2CuCl
Essas reações frequentemente também geram o tetracloreto de tetraboro (B
4Cl
4
) como produto colateral. B
2Cl
4
 é um composto facilmente oxidável. Sofre hidrólise violenta em água para produzir ácido bórico, ácido clorídrico e gás hidrogênio:
B
2Cl
4 + 6H
2O
 —> 2H
3BO
3
 + 4HCl + H
2

B
2Cl
4
 queima espontaneamente em contato com o ar com uma chama verde brilhante e com liberação de fumos brancos formados por B
2O
3
 e ácido clorídrico oriundo da hidrólise do BCl
3
 co-produzido em contato com o vapor de água presente no ar. Ele também pode reagir com a graxa utilizada como vedação no dispositivo de destilação a vácuo usado em seu isolamento, o que é uma complicação em seu processo de obtenção. É instável acima de 0°C, e acima dessa temperatura começa a sofrer decomposição e desproporcionamento para formar tricloreto de boro e clusters de (BCl)x.
Ele também reage espontaneamente com o gás hidrogênio à temperatura ambiente para formar BCl
3
 e diborano.
3B2Cl4 + 3H2 → B2H6 + 4BCl3
Outros tetra-haletos de diboro podem ser obtidos por metátese com outros haletos como SbF
3
, BBr
3
 e BI
3
.
3B
2Cl
4 + 4SbF
3  →  3B
2F
4 + 4SbCl
3
3B
2Cl
4 + 4BBr
3  →  3B
2Br
4 + 4BCl
3
3B
2Cl
4 + 4BI
3  →  3B
2I
4 + 4BCl
3
Com exceção de B
2F
4
 estável à temperatura ambiente, os demais compostos B
2X
4
 (X = Br e I) são mais instáveis do que o B
2Cl
4
. B
2I
4
 decompõe-se a temperaturas elevadas para BI
3
 e um sólido preto constituído por uma mistura de B
8I
8 e B
9I
9
.. Ele também se decompõe quando exposto à luz.
Quando aquecido, o tetracloreto de diboro sofre decomposição por desproporcionamento para formar BCl
3
 e clusters poliédricos de estrutura [BxClx], os quais veremos no tópico seguinte.
xB
2Cl
4
 —> BxClx + xBCl
3

## "Monocloretos de boro" Poliédricos
Esses compostos são todos sólidos voláteis reativos (muitos dos quais bem coloridos) de estrutura complexa formados por clusters poliédricos fechados de átomos de boro interligados, cada um ligado a um átomo de cloro, portanto apresentando a fórmula geral (BCl)x, ou seja, são oligômeros de um “monocloreto de boro” parental. O estado de oxidação do boro nesses compostos é +1.
As ligações B–Cl nesses clusters são ligações covalentes simples (embora possam ter algum caráter de ligação dupla), mas as ligações B-B dentro do esqueleto poliédrico não podem ser descritas em termos de ligações covalentes comuns (dois centros-dois elétrons, 2c-2e), pois cada átomo de boro possui apenas dois elétrons remanescentes (além do par da ligação B–Cl), porém estão ligados a três ou mais boros vizinhos. Portanto, as ligações dentro dessa gaiola poliédrica são melhor descritas em termos de ligações tricentradas com dois elétrons (3c-2e), em que um único par de elétrons é compartilhado entre três átomos em vez de dois, ou seja, uma única ligação que une 3 átomos. Esse tipo de ligação é frequente em compostos contendo átomos deficientes em elétrons,  e não viola a regra do octeto.
Esses compostos são formados pelo desproporcionamento do tetracloreto de diboro sob condições rigorosamente controladas, ou pela oxidação dos ânions percloro-closoboranatos (BxClx2–). A maioria desses compostos são altamente coloridos, em nítido contraste com os derivados de boro mais típicos, que geralmente são incolores. 
Eles são substâncias anormalmente difíceis de preparar e manusear, exigindo técnicas complexas de descarga elétrica para sua produção. São compostos muito reativos, sendo facilmente atacados e decompostos pela água, pelo oxigênio do ar ou mesmo pela graxa usada na vedação dos dispositivos de destilação a vácuo usados em sua produção. Eles também podem reagir consigo mesmos para formar outros clusters relacionados, como, por exemplo, B
8Cl
8
 puro pode se recombinar para formar traços de B
9Cl
9, B
10Cl
10 e B
11Cl
11
. Por causa disso, muitos desses compostos são pouco conhecidos ou estudados, com dados bastante escassos sobre suas propriedades, e não apresentam aplicações comerciais conhecidas. 
Os subcloretos poliédricos de boro podem ser considerados como derivados totalmente clorados dos hipercloso-boranos, que são clusters hipotéticos de carga neutra formados a partir da oxidação de ânions closo-boranatos (uma categoria de boranos aniônicos de fórmula BnHn2-, como, por exemplo o B
12H2–
12
). Embora os hipercloso-boranos parentais não sejam conhecidos, seus derivados perclorados podem ser obtidos a partir da oxidação dos ânions percloro-closoboranatos correspondentes (tais como B
10Cl2–
10
). Esses compostos são estáveis, ao contrário dos boranos neutros correspondentes, devido à ocorrência de doações de densidade eletrônica por ressonância dos pares de elétrons não-ligantes do cloro para o esqueleto poliédrico de boro, conferindo um certo caráter de ligação dupla aos vínculos B–Cl e um certo caráter aromático estabilizador ao esqueleto poliédrico [carece de fontes?]. Os compostos clorados de carga neutra diferenciam-se dos respectivos diânions por conterem em seu esqueleto poliédrico apenas ligações tricentradas, enquanto os ânions contêm em seu esqueleto um híbrido de ressonância entre n-2 ligações tricentradas (n = número de átomos de boro no poliedro) e 3 ligações covalentes normais.[carece de fontes?] Também diferenciam-se das formas aniônicas por não serem completamente aromáticos. Esses clusters são geralmente agentes oxidantes, podendo receber 2 elétrons prontamente para formar as espécies químicas percloro-closoboranatos dianiônicas. Esta reação é favorecida pela ocorrência da aromatização no produto da redução.
Esses compostos podem ser formados a partir do desproporcionamento do tetracloreto de diboro submetido a descargas elétricas ou aquecimento cuidadoso:
xB
2Cl
4
 —> (BCl)x + xBCl
3

Alguns desses compostos incluem B
4Cl
4, B
8Cl
8, B
9Cl
9, B
10Cl
10, B
11Cl
11 e B
12Cl
12
. O composto neutro B
6Cl
6
 é teorizado, porém ainda não foi sintetizado, embora o ânion B
6Cl2–
6
 correspondente seja conhecido. Alguns desses serão abordados nos tópicos a seguir.
- B
4Cl
4

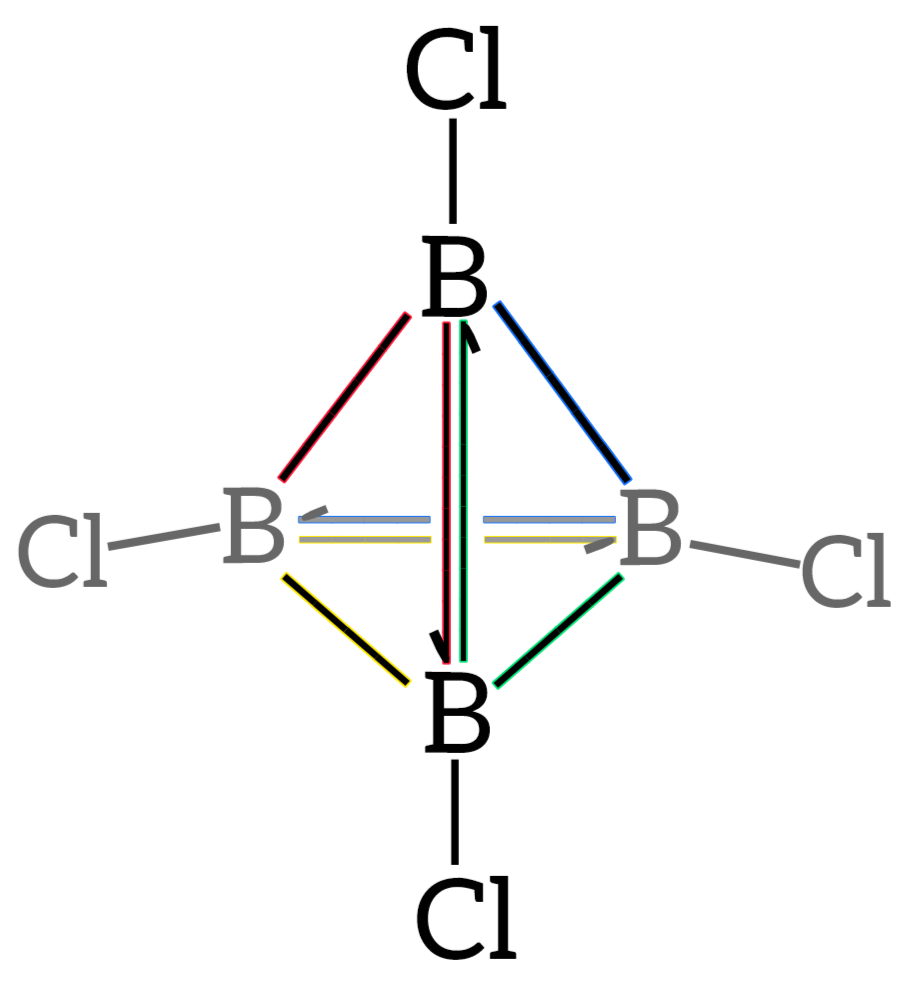
Estrutura do tetracloreto de tetraboro (I), evidenciando as ligações tricentradas com dois elétrons no cluster tetraédrico, representadas por meio da notação de traço e meia-seta de Parkin. Cada uma delas está destacada com uma cor diferente para maior clareza.

O tetracloreto de tetraboro ou tetraclorotetraborano(4) é um cluster em formato de gaiola composto por quatro átomos de boro localizados nos vértices de um tetraedro, cada um ligado radialmente a um átomo de cloro. Esse composto é um sólido amarelado que funde a 95°C. É um composto muito reativo e relativamente instável, sofrendo decomposição química em temperaturas acima de 70°C e que entra em combustão espontânea em contato com o ar, sofrendo decomposição quando aquecido liberando BCl
3
 gasoso tóxico e deixando para trás uma mistura sólida de cor escura contendo boro elementar e outros subcloretos de boro maiores, tais como B
8Cl
8 e B
9Cl
9
. É notoriamente difícil de preparar e isolar, sendo obtido a partir de descarga elétrica cuidadosa sobre o vapor de tetracloreto de diboro (B
2Cl
4
) por um longo período de tempo. Também é co-produzido em pequenas quantidades juntamente com o B
2Cl
4
 pela descarga elétrica sobre BCl
3
 na presença de mercúrio.
4B
2Cl
4
(g) -> B
4Cl
4
(s) + 4BCl
3
(g)
A reação tem um rendimento baixo e apenas quantidade de miligramas desse composto é obtida de cada vez.
Assim como o B
2Cl
4, B
4Cl
4
 é um composto altamente reativo, entrando em combustão espontânea em contato com o ar, com chama verde brilhante e liberação de fumos brancos. Essa combustão é muito mais vigorosa do que a combustão do tetracloreto de diboro. O tetracloreto de tetraboro hidrolisa violentamente em contato com a água formando HCl, H
3BO
3 e H
2
. No entanto, diferente do tetracloreto de diboro que começa a se decompor acima de 0°C, o tetracloreto de tetraboro é estável até 70°C em uma atmosfera inerte sem decomposição. B
4Cl
4
 reage com metanol com liberação de hidrogênio, borato de trimetila e cloreto de metila, mas sem formação de HCl, diferente do B
2Cl
4
, que reage liberando HCl mas não hidrogênio.
B
4Cl
4 + 16CH
3OH  →  4B(OCH
3)
3 + 4CH
3Cl + 4H
2O + 8H
2
Ao contrário dos clusters de subcloretos maiores, B
4Cl
4
 não pode ser reduzido ao ânion B
4Cl2–
4
, pois essa espécie química é instável. Tentativas de redução foram feitas, com agentes redutores hidrogenados (como o tributilestanano, (C
4H
9)
3SnH
) levando à formação de tetraborano (B
4H
10
), mas a redução ao hipotético diânion B
4Cl2–
4
 ainda não foi observada. 
B
4Cl
4 + 10(C
4H
9)
3SnH  →  B
4H
10 + 4(C
4H
9)
3SnCl + 3(C
4H
9)
3Sn—Sn(C
4H
9)
3
- B
8Cl
8

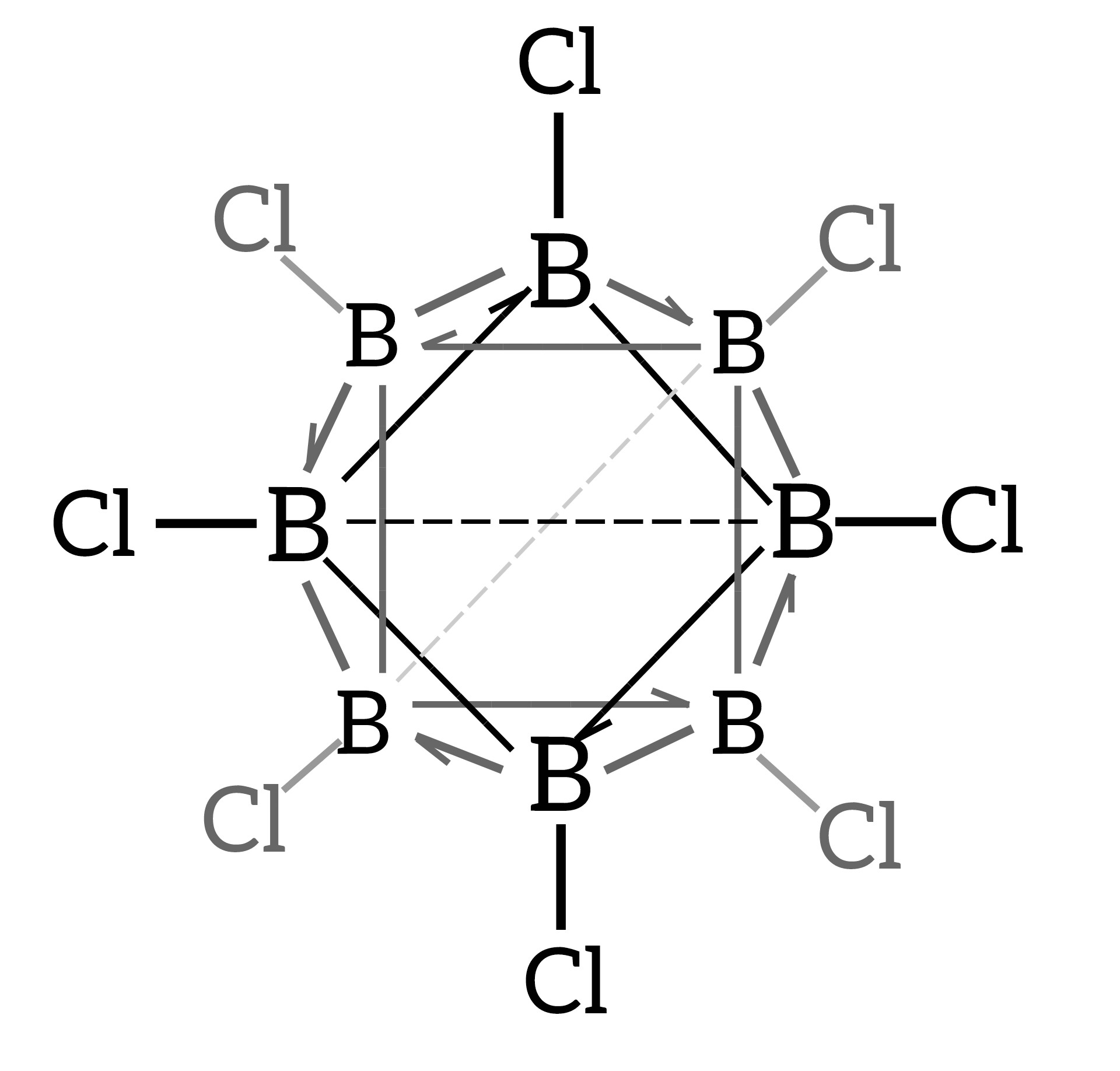
Estrutura do octacloreto de octaboro.

O octacloreto de octaboro ou octacloro-octaborano(8) é um sólido verde-escuro (por vezes amarronzado ou avermelhado dependendo da espessura da camada do material sólido ou a concentração da solução) que pode ser sublimado a vácuo. O cluster apresenta uma estrutura em forma de dodecaedro trigonal (ou prisma triangular bicapado). É produzido a partir do aquecimento de uma mistura de B
2Cl
4
 com CCl
4
 rigorosamente puro e seco a 90°C ao longo de duas semanas seguido de evaporação do solvente e sublimação a vácuo do resíduo sólido obtido , ou, juntamente com outros clusters de subcloretos, a partir da decomposição do B
2Cl
4
 por uma descarga elétrica a baixa temperatura e baixa pressão.
8B
2Cl
4  →  B
8Cl
8 + 8BCl
3
O octacloreto de octaboro é um forte agente oxidante: o composto neutro B
8Cl
8
 de cor verde pode ser facilmente reduzido por agentes redutores como o íon iodeto (I–
) em duas etapas, produzindo o íon-radical livre de cor púrpura intensa B
8Cl
8
•– excepcionalmente estável, bem como o diânion incolor B
8Cl2–
8
.
B
8Cl
8
 + e–
  → 
 B
8Cl
8
•– + e–
  →  B
8Cl2–
8

Soluções de B
8Cl
8
 em tetracloreto de carbono, DCM ou clorofórmio são sensíveis a traços de umidade, mudando sua cor de esverdeado para roxo escuro na presença de traços de água, mesmo a umidade do ar. É proposto que nessa reação, uma parte dos clusters de octacloreto de octaboro é hidrolisada para os ácidos bórico e clorídrico com liberação de gás hidrogênio, o qual reduz o cluster neutro restante em solução para suas formas aniônicas (ânion-radical púrpura e diânion incolor). 
A reação do B
8Cl
8
 com alcenos em solução (como o ciclohexeno) também causa essa mudança de cor, e o mecanismo provável para essa ocorrência é a oxidação em um elétron da ligação dupla do alceno com a formação de um radical carbocátion (que sofre reações de dismutação e rearranjos subsequentes) e do ânion radical B
8Cl
8
•–. Muitas dessas reações leva também à formação de clusters maiores tais como B
9Cl
9, B
10Cl
10 e B
11Cl
11
, que são impurezas comuns em amostras de octacloreto de octaboro. No entanto, B
8Cl
8
 não reage com alcanos e benzeno.
Estudos realizados com o B
8Cl
8
 em solução de clorofórmio deuterado (CDCl
3
) mostraram que a molécula de B
8Cl
8
 é altamente fluxional, sofrendo rearranjos frequentes das ligações entre os boros em sua gaiola poliédrica.
- B
9Cl
9

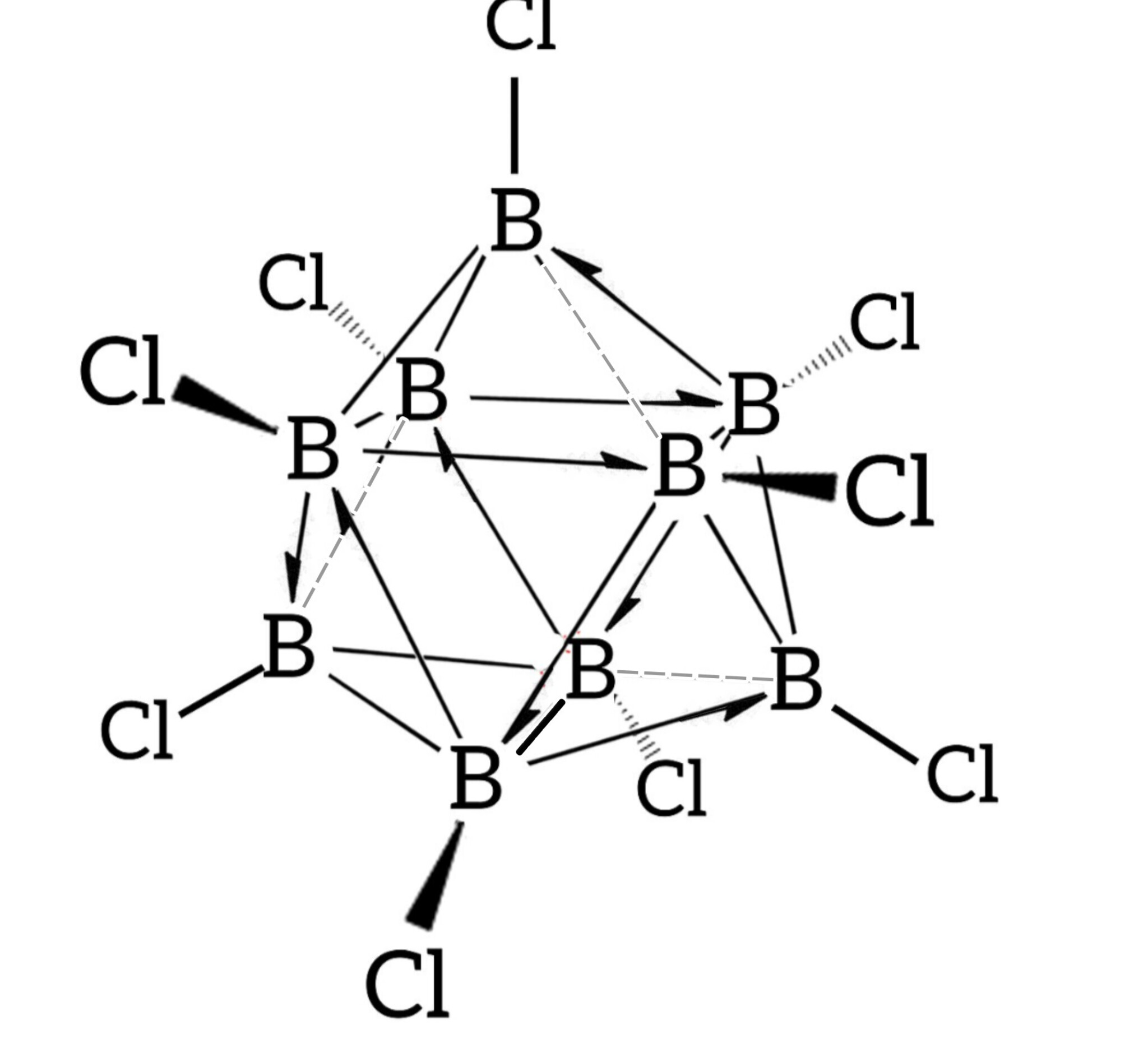
Estrutura do nonacloreto de nonaboro(I).

O nonacloreto de nonaboro ou nonaclorononaborano(9) é um sólido amarelo-laranja. Os átomos de boro se organizam nos vértices de um prisma triangular tricapado (um poliedro derivado do prisma de base triangular, com um vértice adicional sobre cada face quadrada). É uma impureza comum em amostras de B
8Cl
8
.
Assim como no caso de B
8Cl
8
, o B
9Cl
9
 também é um forte agente oxidante, sofrendo facilmente redução por compostos redutores como os sais do íon iodeto para formar as espécies aniônicas B
9Cl
9
•- (um radical livre relativamente estável) e B
9Cl2–
9
. A forma radicalar aniônica do nonacloreto de nonaboro apresenta uma cor marrom em solução , mas é menos estável frente à desproporção do que a do B
8Cl
8
 visto no tópico acima.. A forma dianiônica B
9Cl2–
9
 é incolor.
B
9Cl
9
 + e–
  → 
 B
9Cl
9
•– + e–
  →  B
9Cl2–
9

Ao ser dissolvido em acetonitrila, o nonacloreto de nonaboro reage para formar o sal de acetonitrílio do ânion-radical, com o acoplamento radical de duas moléculas de acetonitrila para formar succinonitrila:
2B
9Cl
9 + 4CH
3—CN  →  2[CH
3—CNH]+[B
9Cl
9]
•– + NC—CH
2—CH
2—CN

Tal como o octacloreto de octaboro, o nonacloreto de nonaboro também é sensível à umidade, mesmo traços de água presentes na solução. Esses traços de umidade causam a mudança de cor da solução (alaranjada) para a cor da forma radicalar aniônica (marrom). B
9Cl
9
 também é susceptível a reação de redistribuição, com formação de outros clusters de subcloretos como B
8Cl
8, B
10Cl
10 e B
11Cl
11
, que são impurezas comuns em amostras desse composto.
B
9Cl
9
 pode ser preparado com alto rendimento tratando B
10Cl
10
 e/ou B
11Cl
11
 com cloro a 135°C.
B
10Cl
10 + Cl
2  →  B
9Cl
9 + BCl
3
B
11Cl
11 + 2Cl
2  →  B
9Cl
9 + 2BCl
3
B
9Cl
9
 também pode ser obtido pela cloração do decaborano por alguns agentes clorantes como o hexacloroetano (C
2Cl
6
) ou mesmo o cloro em condições controladas:
3B
10H
14 + 13C
2Cl
6  →  3B
9Cl
9 + 3BCl
3
 + 42HCl + 26C
Outra rota de síntese explora a reação simultânea de cloração e oxidação do ânion closo-nonaboranato, B
9H2–
9
, pelo cloreto de sulfurila em SO
2
 líquido:
B
9H2–
9 + 10SO
2Cl
2  →  B
9Cl
9 + 2Cl– + 9HCl + 10SO
2
- B
12Cl
12

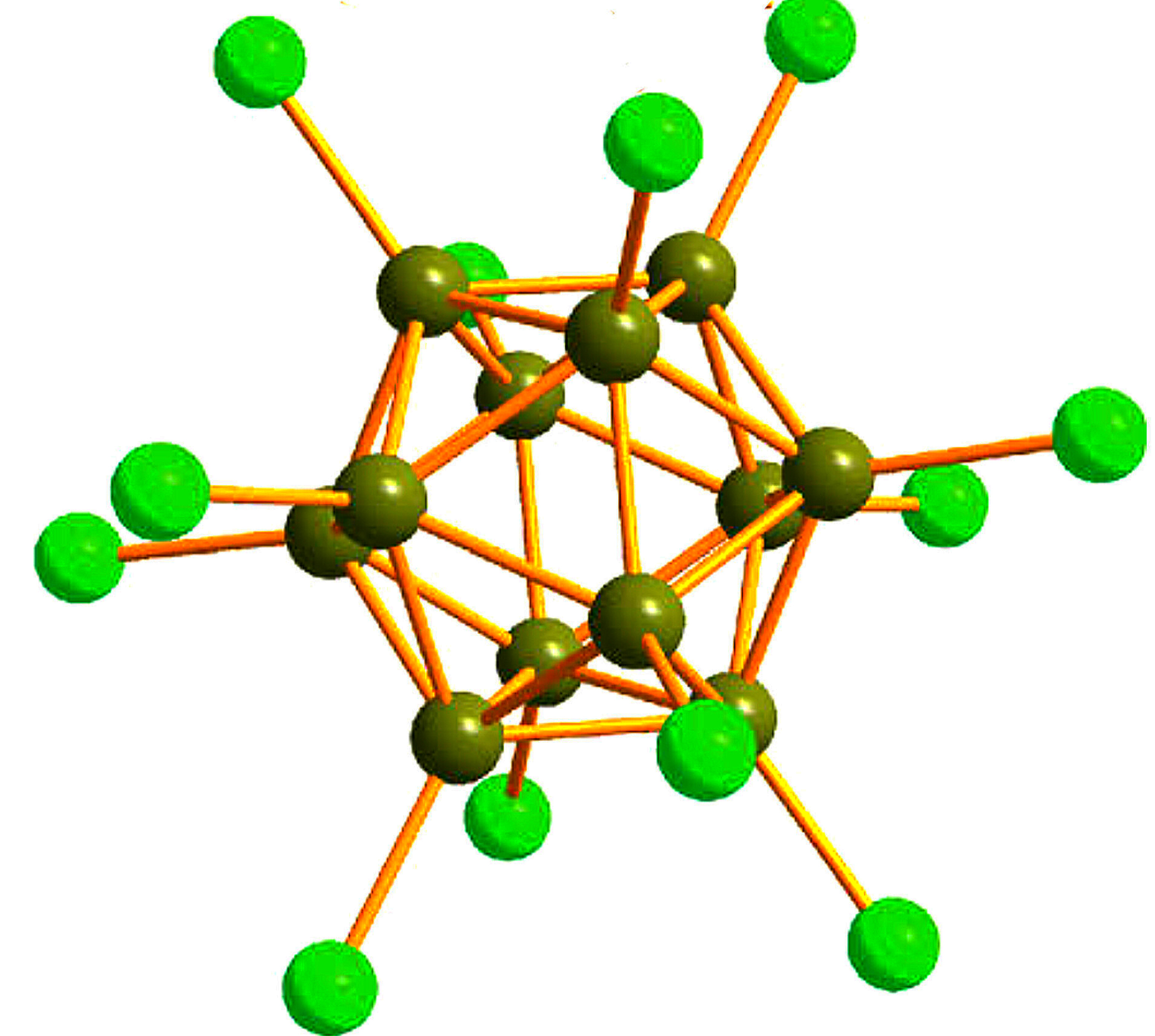
Estrutura do dodecacloreto de dodecaboro.

O dodecacloreto de dodecaboro ou dodecaclorododecaborano(12) é um cluster composto por doze átomos de boro formando os vértices de um icosaedro, cada um ligado radialmente a um átomo de cloro. Esse composto é um sólido azul-escuro  e um agente oxidante muito poderoso, sendo relativamente instável e prontamente reduzido ao diânion incolor extremamente estável B
12Cl2–
12
, o qual é uma estrutura aromática. Por causa disso, essa reação de redução do cluster neutro é muito termodinamicamente favorável de acontecer, e B
12Cl
12
 é prontamente reduzido por diversos agentes redutores, tais como iodeto, brometo e muitos compostos orgânicos. Pode ser preparado a partir da oxidação do cluster aniônico perclorado B
12Cl2–
12
 por um agente oxidante muito forte tal como o pentafluoreto de arsênio (AsF
5
) ou o trifluoroacetato de tálio III (Tl(CF
3CO
2)
3
). A espécie monoaniônica radicalar de cor azul-violeta profunda relativamente estável B
12Cl
12
•- também é conhecida, sendo também um agente oxidante muito forte.
B
12Cl
12
 + e–
  → 
 B
12Cl
12
•– + e–
  →  B
12Cl2–
12

B
12Cl
12
 é capaz de reagir diretamente com o enxofre elementar, o qual sofre uma reação de oxidação incomum:
S
8 + B
12H
12  →  [S
8]2+[B
12H
12]2–
Na qual o anel de oito membros do enxofre elementar (S
8
) é oxidado ao dicátion S2+
8
, o qual é composto por dois anéis de enxofre de cinco membros fundidos.
O ácido conjugado correspondente do diânion, H
2[B
12Cl
12]
, é um superácido.
Diferentemente dos demais subcloretos poliédricos, B
12Cl
12
 não é facilmente obtido pela dismutação de B
2Cl
4
, sendo produzido principalmente a partir da cloração completa de sais de B
12H2–
12
 seguida da oxidação do ânion B
12Cl2–
12
 resultante para o composto hipercloso neutro. Essas reações são conduzidas em dióxido de enxofre (SO
2
) líquido.
B
12H2–
12 + 12SO
2Cl
2  →  B
12Cl2–
12 + 12SO
2 + 12HCl
B
12Cl2–
12 + AsF
5  →  B
12Cl
12
}} + AsF
3 + 2F–